# Орошаемое муниципальное образование (Питерский район)
Орошаемое муниципальное образование — сельское поселение в Питерском районе Саратовской области Российской Федерации.
Административный центр — село Запрудное.

## История
Статус и границы сельского поселения установлены Законом Саратовской области от 27 декабря 2004 года № 91-ЗСО «О муниципальных образованиях, входящих в состав Питерского муниципального района».

## Население
| 2010 | 2011 | 2012 | 2013 | 2014 | 2015 | 2016 |
| ---- | ---- | ---- | ---- | ---- | ---- | ---- |
| 805  | →805 | ↘783 | ↘753 | ↘752 | ↘744 | ↘728 |
| 2017 | 2018 | 2019 | 2020 | 2021 |      |      |
| ↘714 | ↘679 | ↘662 | ↘650 | ↘569 |      |      |

## Состав сельского поселения
| № | Населённый пункт | Тип населённого пункта       | Население |
| - | ---------------- | ---------------------------- | --------- |
| 1 | Глубинный        | железнодорожный разъезд      | 1         |
| 2 | Запрудное        | село, административный центр | ↘698      |
| 3 | Подольский       | посёлок                      | 3         |
| 4 | Ясновидовка      | посёлок                      | ↘103      |